# Clathria brepha
Clathria brepha är en svampdjursart som först beskrevs av De Laubenfels 1930.  Clathria brepha ingår i släktet Clathria och familjen Microcionidae. Inga underarter finns listade i Catalogue of Life.